# All Together Now Kids (prima edizione)
La prima edizione del talent show musicale All Together Now Kids è andata in onda in prima serata su Canale 5 il 25 dicembre 2021 con la conduzione di Michelle Hunziker, affiancata da quattro artisti che formano la giuria: J-Ax, Anna Tatangelo, Rita Pavone e Francesco Renga.
L'edizione è stata vinta da Carlo Antonio Fortino, che oltre ad aver ricevuto il buono spesa ha vinto anche il trofeo.

## Il programma
Al programma hanno partecipato 15 concorrenti, con età compresa tra i 6 e i 12 anni, i quali al termine di ogni performance hanno ricevuto come premio un buono spesa per prodotti utili alla loro formazione culturale.

## Concorrenti
L'eta dei concorrenti si riferisce all'entrata in gara nel programma.
| Concorrente              | Età     | Luogo di nascita                 | Stato           |
| ------------------------ | ------- | -------------------------------- | --------------- |
| Carlo Antonio Fortino    | 6 anni  | Montalto Uffugo                  | Vincitore       |
| Massimo Cerni            | 11 anni | Cerveteri                        | Super finalista |
| Zac Efren Bunnao Domingo | 12 anni | Torino                           | Super finalista |
| Marta Viola              | 12 anni | Chieri                           | Super finalista |
| Emanuela Daidone         | 8 anni  | Partinico                        | Finalista       |
| Justin Pellecchia        | 11 anni | Napoli                           | Finalista       |
| Teresa Morici            | 9 anni  | Lucca                            | Finalista       |
| Gabriele Tonti           | 7 anni  | Sabaudia                         | Finalista       |
| Victoria Cosentino       | 9 anni  | Sant'Andrea Apostolo dello Ionio | Finalista       |
| Luna Massari             | 8 anni  | Ragusa                           | Finalista       |
| Sveva Zalli              | 10 anni | Montelupo Fiorentino             | Finalista       |
| Samuele Baglivo          | 8 anni  | Cutrofiano                       | Finalista       |
| Anna Stelli              | 12 anni | Vecchiano                        | Finalista       |
| Margherita Mirra         | 9 anni  | Pioltello                        | Finalista       |
| Samuele Paolo Abbondante | 9 anni  | San Potito Ultra                 | Finalista       |

## Tabella dello svolgimento del programma
Legenda
     Il concorrente ha vinto la manche e ha ottenuto 100 punti dalla giuria dei 100 e di conseguenza accede alla finalissima
     Il concorrente non ha superato la manche
     Il concorrente è finalista, ma vince il buono spesa
     Il concorrente è super finalista, ma vince il buono spesa
     Il concorrente è il vincitore del programma

| Concorrente              | Svolgimento del programma | Svolgimento del programma | Svolgimento del programma | Svolgimento del programma |
| Concorrente              | Prima manche              | Seconda manche            | Terza manche              | Risultato finale          |
| ------------------------ | ------------------------- | ------------------------- | ------------------------- | ------------------------- |
| Carlo Antonio Fortino    | Manche vinta              |                           |                           | Vincitore                 |
| Massimo Cerni            |                           |                           | Manche vinta              | Super finalista           |
| Zac Efren Bunnao Domingo |                           | Manche vinta              |                           | Super finalista           |
| Marta Viola              | Super finalista           | Manche vinta              |                           |                           |
| Emanuela Daidone         | Manche non superata       | Finalista                 |                           |                           |
| Justin Pellecchia        |                           |                           | Manche non superata       | Finalista                 |
| Teresa Morici            | Manche non superata       |                           |                           | Finalista                 |
| Gabriele Tonti           |                           | Manche non superata       |                           | Finalista                 |
| Victoria Cosentino       | Manche non superata       |                           |                           | Finalista                 |
| Luna Massari             |                           | Manche non superata       |                           | Finalista                 |
| Sveva Zalli              |                           |                           | Manche non superata       | Finalista                 |
| Samuele Baglivo          | Manche non superata       |                           |                           | Finalista                 |
| Anna Stelli              |                           |                           | Manche non superata       | Finalista                 |
| Margherita Mirra         | Finalista                 |                           | Manche non superata       |                           |
| Samuele Paolo Abbondante | Manche non superata       |                           |                           | Finalista                 |

## Dettaglio della puntata
- Data: 25 dicembre 2021

Prima manche
| Ordine di uscita | Concorrente              | Canzone (cantante originale)            | Esito del Muro | Responso            |
| ---------------- | ------------------------ | --------------------------------------- | -------------- | ------------------- |
| 1                | Teresa Morici            | Shallow (Lady Gaga & Bradley Cooper)    | 97             | Manche non superata |
| 2                | Carlo Antonio Fortino    | I Wanna Be Your Slave (Måneskin)        | 100            | Manche vinta        |
| 3                | Samuele Paolo Abbondante | Believer (Imagine Dragons)              | 94             | Manche non superata |
| 4                | Samuele Baglivo          | Occidentali's Karma (Francesco Gabbani) | 95             | Manche non superata |
| 5                | Victoria Cosentino       | Promettimi (Elisa)                      | 96             | Manche non superata |

Seconda manche
| Ordine di uscita | Concorrente              | Canzone (cantante originale) | Esito del Muro | Responso            |
| ---------------- | ------------------------ | ---------------------------- | -------------- | ------------------- |
| 1                | Luna Massari             | Pedro (Raffaella Carrà)      | 96             | Manche non superata |
| 2                | Gabriele Tonti           | Radio Ga Ga (Queen)          | 97             | Manche non superata |
| 3                | Emanuela Daidone         | Girl on Fire (Alicia Keys)   | 99             | Manche non superata |
| 4                | Zac Efren Bunnao Domingo | Come in ogni ora (Karima)    | 100            | Manche vinta        |
| 5                | Marta Viola              | Refletion (Fifth Harmony)    | 100            | Manche vinta        |

Terza manche
| Ordine di uscita | Concorrente       | Canzone (cantante originale)               | Esito del Muro | Responso            |
| ---------------- | ----------------- | ------------------------------------------ | -------------- | ------------------- |
| 1                | Anna Stelli       | Pezzo di cuore (Emma & Alessandra Amoroso) | 95             | Manche non superata |
| 2                | Justin Pellecchia | Who's Loving You (The Jackson 5)           | 98             | Manche non superata |
| 3                | Sveva Zalli       | Dieci (Annalisa)                           | 96             | Manche non superata |
| 4                | Massimo Cerni     | Never Enough (Kelly Clarkson)              | 100            | Manche vinta        |
| 5                | Margherita Mirra  | Beautiful (Christina Aguilera)             | 95             | Manche non superata |

Risultato finale
| Ordine di punteggio | Concorrente              | Punteggio totalizzato | Responso        |
| ------------------- | ------------------------ | --------------------- | --------------- |
| 1                   | Carlo Antonio Fortino    | 100                   | Vincitore       |
| 2                   | Massimo Cerni            | 100                   | Super finalista |
| 3                   | Zac Efren Bunnao Domingo | 100                   | Super finalista |
| 4                   | Marta Viola              | 100                   | Super finalista |
| 5                   | Emanuela Daidone         | 99                    | Finalista       |
| 6                   | Justin Pellecchia        | 98                    | Finalista       |
| 7                   | Teresa Morici            | 97                    | Finalista       |
| 8                   | Gabriele Tonti           | 97                    | Finalista       |
| 9                   | Victoria Cosentino       | 96                    | Finalista       |
| 10                  | Luna Massari             | 96                    | Finalista       |
| 11                  | Sveva Zalli              | 96                    | Finalista       |
| 12                  | Samuele Baglivo          | 95                    | Finalista       |
| 13                  | Anna Stelli              | 95                    | Finalista       |
| 14                  | Margherita Mirra         | 95                    | Finalista       |
| 15                  | Samuele Paolo Abbondante | 94                    | Finalista       |

## Giuria dei 100
I membri della giuria dei 100 includono:
| Giudice                          | Professione                                                 | Luogo di nascita      |
| -------------------------------- | ----------------------------------------------------------- | --------------------- |
| Alessia Fabiani                  | Attrice e showgirl                                          | Italia                |
| Alma Manera                      | Cantante, performer e giornalista                           | Italia                |
| Andrea Agresti                   | Cantante, musicista, inviato de Le Iene                     | Italia                |
| Andrea Cardillo                  | Cantante, chitarrista                                       | Italia                |
| Annalisa Minetti                 | Cantante, sportiva, artista                                 | Italia                |
| Antonella Lo Coco                | Cantante                                                    | Italia                |
| Carola Santopaolo                | Attrice                                                     | Italia                |
| Claudio Di Cicco                 | Cantante e musicista                                        | Italia                |
| David Pironaci                   | Cantante, direttore artistico, vocal coach                  | Italia                |
| Diletta Begali                   | Influencer, youtuber                                        | Italia                |
| Elisa Riccitelli                 | Cantante                                                    | Italia                |
| Elisa Scheffler                  | Modella, showgirl, giornalista pubblicista                  | Italia                |
| Fabio Esposito                   | Imprenditore e conduttore TV                                | Italia                |
| Fernando Proce                   | Conduttore radiofonico, giornalista, cantante               | Italia                |
| Francesca Ceci                   | Attrice                                                     | Italia                |
| Francesco Di Roberto alias Cizco | Cantante, conduttore TV                                     | Italia                |
| Francesco Rinaldi                | Paleontologo                                                | Italia                |
| Gabriele Cortis                  | Influencer                                                  | Italia                |
| Giada Farano                     | Ballerina professionista                                    | Italia                |
| Giancarlo Genise                 | Cantante, vocal coach                                       | Germania              |
| Giorgio Vanni                    | Cantante                                                    | Italia                |
| Ginta Biku                       | Cantante                                                    | Lituania              |
| Giulia Provvedi                  | Cantante, personaggio TV                                    | Italia                |
| Giulio Pangi                     | Attore e direttore artistico                                | Italia                |
| Il Cile                          | Cantautore, chitarrista                                     | Italia                |
| Irene Antonucci                  | Attrice, comica                                             | Italia                |
| Irene Lo Cuoco                   | Cantante                                                    | Italia                |
| Jonathan Heitch                  | Deejay                                                      | Repubblica Dominicana |
| Leonardo Monteiro                | Cantante                                                    | Svizzera              |
| Lucya Allocca                    | Cantautrice                                                 | Italia                |
| Ludovica Russo                   | Cantante                                                    | Italia                |
| Marc Mari                        | Cantante lirico, musical                                    | Italia                |
| Maria Grazia Nazari              | Attrice, regista                                            | Italia                |
| Marica Rotondo                   | Cantante, vocalist                                          | Italia                |
| Marta Torre                      | Attrice, ballerina                                          | Italia                |
| Martha Rossi                     | Cantante                                                    | Italia                |
| Melita Toniolo                   | Showgirl, modella, conduttrice TV                           | Italia                |
| Micol Ronchi                     | Modella, showgirl, conduttrice radiofonica                  | Italia                |
| Miriam Della Guardia             | Ballerina professionista                                    | Italia                |
| Noa Planas                       | Influencer, ex alunna della seconda edizione de Il collegio | Italia                |
| Beatrice Cossu                   | Influencer, ex alunna della terza edizione de Il collegio   | Italia                |
| Raffaele Cibelli                 | Cantante                                                    | Italia                |
| Roberto De Rosa                  | Influencer                                                  | Italia                |
| Roxy Colace                      | Attrice, cantante, doppiatrice                              | Italia                |
| Sabba                            | Cantante, ex concorrente di The Winner Is...                | Italia                |
| Sara Facciolini                  | Ballerina e showgirl                                        | Italia                |
| Senhit Zadik Zadik               | Cantante                                                    | Italia                |
| Sherrita Duran                   | Cantante                                                    | Stati Uniti           |
| Silvia Mezzanotte                | Cantante                                                    | Italia                |
| Silvia Provvedi                  | Cantante e personaggio TV                                   | Italia                |
| Simona Bencini                   | Cantante                                                    | Italia                |
| Sonia Addario                    | Cantante                                                    | Italia                |
| Space One                        | Rapper                                                      | Italia                |
| Susanna Caira                    | Cantante                                                    | Italia                |
| Sylvia Pagni                     | Cantante, pianista, direttrice d'orchestra                  | Italia                |
| Timothy Cavicchini               | Cantante                                                    | Italia                |
| Valentina Cole                   | Attrice                                                     | Italia                |
| Valentina Gullace                | Cantante, musicista                                         | Italia                |
| Valentina Parisse                | Cantautrice, compositrice                                   | Italia                |
| Veronica Rega                    | Attrice, conduttrice TV                                     | Italia                |
| Wlady                            | DJ/Producer                                                 | Italia                |

## Ascolti
| Messa in onda    | Telespettatori | Share  |
| ---------------- | -------------- | ------ |
| 25 dicembre 2021 | 2 259 000      | 13,50% |